# Hugh Robertson
Hugh Gibson Robertson (Macon, 15 settembre 1989) è un ex cestista statunitense.

## Palmarès
- Campionato sloveno: 1

Helios Domžale: 2015-16
- Alpe Adria Cup: 1

Helios Domžale: 2015-16